# Sanghaj Oriental Sports Center
A Sanghaj Oriental Sports Center Sanghajban található sportkomplexum. 2011-ben itt rendezték meg a vizes világbajnokságot július 16-tól 31-ig. A főcsarnokban 14 ezer ülőhely található, de mobil ülésekkel 18 ezresre is lehet növelni az épület kapacitását. A fedett téri rész így 18.000 néző befogadására képes, az úszó aréna pedig 10.000 férőhelyes. A négy szabadtéri medence közül kettő normál méretű, van egy búvár-merülő medence, és egy élmény medence is.
Felépítése 2 milliárd jüanba került. A Huangpu-folyó közelében található, vele egy kiépített tó köti össze az épületet.
A német GMP Gerkan, Marg und Partner építész iroda tervezte és építette, 34,75 hektár területű, 3000 tonna acélt használtak építésekor.